# Bellamya constricta
Bellamya constricta е вид охлюв от семейство Viviparidae. Видът не е застрашен от изчезване.

## Разпространение и местообитание
Разпространен е в Кения, Танзания и Уганда.
Обитава крайбрежията и пясъчните дъна на сладководни басейни, заливи и реки.

## Описание
Популацията на вида е стабилна.